# Mahlangatsha
Mahlangatsha ist ein Inkhundla (Verwaltungseinheit) in der Region Manzini in Eswatini. Es ist 470 km² groß und hatte 2007 gemäß Volkszählung 18.788 Einwohner.

## Geographie
Das Inkhundla liegt im Süden der Region Manzini, an der Grenze zur Region Shiselweni.

## Gliederung
Das Inkhundla gliedert sich in die Imiphakatsi (Häuptlingsbezirke) Bhahweni, ka-Zulu, Ludvondvolweni, Luzelweni/Ntfungula, Mambatfweni, Mgomfelweni, Mpolonjeni/Mahlangatsha, Nciniselweni, Ndzeleni, Nsangwini und Sigcineni.